# تنه عومريم
تنه عومريم (بالعبرية: טנא עומרים) والمعروفة أيضًا باسم تيني ، أو عمريم ، أو معاليه عمريم ، هي مستوطنة إسرائيلية مختلطة في الضفة الغربية . تقع شرقي الجدار الإسرائيلي في الضفة الغربية ، على بعد 2.3 كيلومترًا من الخط الأخضر في تلال الخليل الجنوبية شمال ميتار مباشرة، وهي منظمة كمستوطنة مجتمعية وتقع تحت سلطة مجلس هار هيفرون الإقليمي .
ويعتبر المجتمع الدولي المستوطنات الإسرائيلية في الضفة الغربية غير قانونية بموجب القانون الدولي

## التاريخ
أنشئت في عام 1983 كمستوطنة نحالية تحت اسم "نحال عومريم" وتم استيطانيها في عام 1984. "تنه عمريم" هو اسم المستوطنة التي يستخدمها سكانها، وتعتبر الحكومة الإسرائيلية "تنه" الاسم الرسمي تكريماً لديفيد تاني، أول مدير عام لمكتب البناء والإسكان. تم تأسيسها مباشرة بعد مقتل إستر أوهانا، أول إسرائيلية تُقتل في هجوم بالحجارة على يد فلسطيني.
تبلغ المساحة الإجمالية للمستوطنة حوالي 366 متراً مربعاً، منها 18.84% مملوكة للقطاع الخاص، كلها أو معظمها من قبل الفلسطينيين وفقاً لتقرير منظمة السلام الآن لعام 2006.  تعتبر المستوطنات المقامة على الأراضي الفلسطينية المملوكة للقطاع الخاص غير قانونية بموجب القانون الإسرائيلي.  في عام 2005، وكجزء من الانسحاب الإسرائيلي من غزة، استوعبت مستوطنة تنه عومريم 13 عائلة من مستوطنات موراج وغوش قطيف التي تم إخلاؤها في قطاع غزة .

## روابط خارجية
- الموقع الرسمي نسخة محفوظة 25 أكتوبر 2015 على موقع واي باك مشين. باللغة العبرية